# 한선태
한선태(韓善泰, 1994년 6월 14일 ~ )는 전 독립야구단 경기도리그 파주 챌린저스의 투수이다. KBO 리그 최초의 비 선수 출신 드래프트 지명자이자, 최초의 비 선수 출신으로 1군 경기에 출장했다.

## 아마추어 시절
중학교 3학년 때 야구를 처음 접했다. 2009년 WBC 이후 야구에 관심을 가져 캐치볼을 시작했으며 부천공업고등학교에 진학했다. 부천고등학교 야구부를 찾아갔지만 "기술적인 면을 떠나서 체력적으로 훈련을 따라오기 쉽지 않다"는 답을 듣고 발걸음을 돌렸다. 고등학교 시절 야구팀을 만들어 연식 야구 대회 등에도 참가했던 그는 SBS 스포츠 트라이아웃 '나는 투수다!'에 출연한 적 있는 같은 학교 동년배인 서시원과 연습을 하기도 했다. 고등학교 시절에는 언더핸드 유형의 투수였고 구속은 100~110km/h 정도였다. 고등학교 졸업 후 고양 원더스의 비선출 선수 모집 테스트에서 합격했다. 이후 15사단 수색대에서 군 복무를  마친 뒤  세종대학교 야구부에 들어갔지만 기대했던 것과 차이가 있어 한 학기를 다니고 휴학했다

## 한국 독립야구 시절

### 파주 챌린저스시절
2017년에 입단하였다. 110㎞/h대에 머무르던 구속이 사이드암으로 투구폼을 바꾼 뒤 130㎞/h까지 증가했다.

## 일본 독립야구 시절

### 도치기 골든 브레이브스시절
2018년에 입단하였다. 최고 구속이 146㎞/h까지 나왔다. 성적은 평균자책점 0.08, 0볼넷, 44탈삼진을 기록했다. 일본에 있는 동안 김무영에게 지도를 받았다. 2019년 신인 드래프트 해외파 트라이아웃에 참가해 최고 구속 145km/h를 기록했다.

## 한국 프로야구 시절

### LG 트윈스시절
2019년에 입단하였다. 2019년 6월 25일 SK전에서 구원 등판하며 데뷔 첫 경기를 치렀고, 경기에서 1이닝 무실점을 기록했다. 2022년 10월에 방출됐다.

## 호주 프로야구 시절
2022년에 질롱 코리아에 입단하였다. 4라운드 종료 후 로스터에서 제외됐다.

## 출신 학교
- 부천양지초등학교
- 부천동중학교
- 부천공업고등학교
- 세종사이버대

## 통산 기록
| 연도 | 팀명  | 평균자책점 | 경기 | 완투 | 완봉 | 승 | 패 | 세 | 홀 | 승률 | 타자 | 이닝 | 피안타 | 피홈런 | 볼넷 | 사구 | 탈삼진 | 실점 | 자책점 |
| ---- | ----- | ---------- | ---- | ---- | ---- | -- | -- | -- | -- | ---- | ---- | ---- | ------ | ------ | ---- | ---- | ------ | ---- | ------ |
| 2019 | LG    | 3.68       | 6    | 0    | 0    | 0  | 0  | 0  | 0  | -    | 29   | 7.1  | 6      | 0      | 1    | 1    | 4      | 3    | 3      |
| 2020 | LG    | 18.00      | 1    | 0    | 0    | 0  | 0  | 0  | 0  | -    | 7    | 1    | 3      | 0      | 2    | 0    | 0      | 2    | 2      |
| 통산 | 2시즌 | 5.40       | 7    | 0    | 0    | 0  | 0  | 0  | 0  | -    | 36   | 8.1  | 9      | 0      | 3    | 1    | 4      | 5    | 5      |